# Casa al carrer Dolors Gomis, 16 (Agullana)
La Casa al carrer Dolors Gomis, 16 és una obra d'Agullana (Alt Empordà) inclosa a l'Inventari del Patrimoni Arquitectònic de Catalunya.

## Descripció
Edifici situat a prop del centre del poble, amb tres façanes lliures i una annexa a l'edifici del costat. La casa és de planta quadrada, de planta baixa i dos pisos amb la coberta aterrassada. Hi ha dues portes a través de les quals es pot accedir a l'edifici; una de les quals dona a un jardí. La façana està totalment arrebossada i les obertures, que són en arc rebaixat, estan emmarcades. Al primer pis, trobem a dues de les façanes, balconades corregudes de forja.